# Ribbed
Ribbed ist das dritte Studioalbum der amerikanischen Punkrockband NOFX, das 1991 über Epitaph Records veröffentlicht wurde.

## Hintergrund
Es war das letzte Album der Gruppe, auf dem Steve Kidwiler an der Gitarre zu hören war; er wurde durch El Hefe ersetzt. Ribbed ist auch das letzte NOFX-Album, das mit Brett Gurewitz, der auch ihre ersten beiden Epitaph-Alben produziert hat, aufgenommen wurde.
Im Jahr 2018 veröffentlichte NOFX das Album Ribbed: Live in a Dive, eine Aufnahme eines Konzerts aus dem Jahr 2012, bei dem die Band Ribbed vollständig spielte. Ribbed mit knapp über 25 Minuten Länge das kürzeste Studioalbum von NOFX. Auf dem Album ist auch die erste Ballade der Band enthalten, Together on the Sand.

## Rezeption
Die Encyclopedia of Popular Music nannte das Album „eine makellose Sammlung wirklich lustiger Lieder“. Trouser Press schrieb: „Mike doesn’t alter his bratty delivery, but the record’s increased use of harmonies would become permanent. [Mike ändert nichts an seiner frechen Darbietung, aber der verstärkte Einsatz von Harmonien auf dem Album würde dauerhaft werden.]“

## Titelliste
Alle Songs wurden von Fat Mike geschrieben außer Together on the Sand von Steve Kidwiller.
| No.          | Titel                     | Länge |
| ------------ | ------------------------- | ----- |
| 1.           | "Green Corn"              | 1:44  |
| 2.           | "The Moron Brothers"      | 2:26  |
| 3.           | "Showerdays"              | 2:10  |
| 4.           | "Food, Sex & Ewe"         | 1:47  |
| 5.           | "Just the Flu"            | 2:03  |
| 6.           | "El Lay"                  | 1:14  |
| 7.           | "New Boobs"               | 3:27  |
| 8.           | "Cheese/Where's My Slice" | 2:16  |
| 9.           | "Together on the Sand"    | 1:11  |
| 10.          | "Nowhere"                 | 1:34  |
| 11.          | "Brain Constipation"      | 2:24  |
| 12.          | "Gonoherpasyphilaids"     | 1:43  |
| 13.          | "I Don't Want You Around" | 1:39  |
| 14.          | "The Malachi Crunch"      | 2:53  |
| Gesamtlänge: | Gesamtlänge:              | 25:11 |

## Mitwirkende

### NOFX
- Fat Mike – Gesang, Bass
- Eric Melvin – Gitarre
- Steve Kidwiler – Gitarre, Gesang auf "Together on the Sand"
- Erik Sandin (Groggy Nodbeggar) – Schlagzeug

### Weitere Mitwirkende
- Jay Bentley – Begleitgesang
- Mark Curry – Begleitgesang
- Dave Smalley – high-pitched crooning vocals on "New Boobs" (not credited)
- Brett Gurewitz – Produzent